# Użwa
Użwa – część uprzęży końskiej. Użwy były to dwie pętle wykonane z mocnego rzemienia, zwykle ze skóry wołowej, przywiązane po obu stronach chomąta.
Przy pomocy duhy (mocny drewniany łuk) przymocowywano użwy do hołobli.